# Teddy Scholten
Teddy Scholten-van Zwieteren (Rijswijk, 11 de mayo de 1926-Rijswijk, 8 de abril de 2010) fue una cantante neerlandesa ganadora del Festival de la Canción de Eurovisión 1959 con la canción "Een beetje", compuesta por Dick Schallies y escrita por Willy van Hemert. 
Durante la década de 1940 formó parte del dúo Scholten & Van 't Zelfd mientras que, entre los años 1950 y 1960, tuvo sus propias emisiones en televisión en los Países Bajos. Finalmente, en 1966 presentó las selecciones neerlandesas para Eurovisión.

## Discografía
- Een Beetje (1959).
- Klein Klein Kleutertje (1959).
- Peter Cuyper Wals (1965).